# Ridgeciano Haps
Ridgeciano Haps (ur. 12 czerwca 1993 w Utrechcie) – holenderski piłkarz grający na pozycji obrońcy. Od 2021 roku jest zawodnikiem Venezia. Gra w reprezentacji Surinamu.

## Życiorys
W czasach juniorskich trenował w Zwaluwen Vooruit, w AFC Ajax, w Elinkwijk, w AZ Alkmaar i w AFC Amsterdam. W lipcu 2012 został piłkarzem pierwszego zespołu AZ. W rozgrywkach Eredivisie zadebiutował 28 września 2013 w wygranym 2:1 meczu z PSV Eindhoven, wchodząc na boisko w 48. minucie za Donny’ego Gortera. 28 stycznia 2014 został wypożyczony na pół roku do Go Ahead Eagles. W jego barwach rozegrał 10 meczów w Eredivisie.
18 lipca 2017 został piłkarzem rotterdamskiego Feyenoordu. Kwota transferu wyniosła ok. 6 milionów euro, a sam Haps podpisał 5-letni kontrakt. Jako nowy zawodnik został zaprezentowany razem z Jerrym St. Juste.

## Statystyki kariery
(aktualne na dzień 2 lutego 2018)
| Klub                   | Sezon     | Liga     | Liga       | Liga  | Liga | Puchar krajowy | Puchar krajowy | Rozgrywki europejskie | Rozgrywki europejskie | W sumie | W sumie |
| Klub                   | Sezon     | Liga     | Liga       | Mecze | Gole | Mecze          | Gole           | Mecze                 | Gole                  | Mecze   | Gole    |
| ---------------------- | --------- | -------- | ---------- | ----- | ---- | -------------- | -------------- | --------------------- | --------------------- | ------- | ------- |
| AZ Alkmaar             | 2013/2014 | Holandia | Eredivisie | 2     | 0    | 2              | 1              | 0                     | 0                     | 4       | 1       |
| AZ Alkmaar             | 2014/2015 | Holandia | Eredivisie | 18    | 0    | 3              | 0              | –                     | –                     | 21      | 0       |
| AZ Alkmaar             | 2015/2016 | Holandia | Eredivisie | 27    | 3    | 2              | 0              | 7                     | 0                     | 36      | 3       |
| AZ Alkmaar             | 2016/2017 | Holandia | Eredivisie | 30    | 0    | 4              | 0              | 12                    | 1                     | 46      | 1       |
| Go Ahead Eagles (wyp.) | 2013/2014 | Holandia | Eredivisie | 10    | 0    | 0              | 0              | –                     | –                     | 10      | 0       |
| Feyenoord              | 2017/2018 | Holandia | Eredivisie | 12    | 0    | 3              | 0              | 4                     | 0                     | 19      | 0       |
| W sumie                | W sumie   | W sumie  | W sumie    | 99    | 3    | 14             | 0              | 23                    | 1                     | 136     | 4       |